# Hydrotaea affinoides
Hydrotaea affinoides este o specie de muște din genul Hydrotaea, familia Muscidae, descrisă de Feng în anul 1997. Conform Catalogue of Life specia Hydrotaea affinoides nu are subspecii cunoscute.